# Нетер-Провіденс Тауншип (округ Делавар, Пенсільванія)
Нетер-Провіденс Тауншип (англ. Nether Providence Township) — селище (англ. township) в США, в окрузі Делавер штату Пенсільванія. Населення — 14 525 осіб (2020).

## Демографія
Згідно з переписом 2010 року, у селищі мешкало 13 706 осіб у 5131 домогосподарстві у складі 3803 родин. Було 5300 помешкань
Расовий склад населення:
| - 85,6 % — білих - 7,0 % — чорних або афроамериканців - 5,2 % — азіатів - 0,1 % — корінних американців |

До двох чи більше рас належало 1,9 %. Частка іспаномовних становила 2,0 % від усіх жителів.
За віковим діапазоном населення розподілялося таким чином: 24,3 % — особи молодші 18 років, 59,0 % — особи у віці 18—64 років, 16,7 % — особи у віці 65 років та старші. Медіана віку мешканця становила 44,0 року. На 100 осіб жіночої статі у селищі припадало 91,5 чоловіків;  на 100 жінок у віці від 18 років та старших — 87,4 чоловіків також старших 18 років.
Середній дохід на одне домашнє господарство  становив 130 673 долари США (медіана — 102 729), а середній дохід на одну сім'ю — 146 453 долари (медіана — 120 367). Медіана доходів становила 80 479 доларів для чоловіків та 63 551 долар для жінок. За межею бідності перебувало 2,6 % осіб, у тому числі 2,7 % дітей у віці до 18 років та 2,3 % осіб у віці 65 років та старших.
Цивільне працевлаштоване населення становило 6638 осіб. Основні галузі зайнятості: освіта, охорона здоров'я та соціальна допомога — 31,5 %, науковці, спеціалісти, менеджери — 15,5 %, фінанси, страхування та нерухомість — 13,2 %.